# Marie Lecocq
Marie Lecocq (ur. 20 października 1991 w Marche-en-Famenne lub Éprave) – belgijska (francuskojęzyczna) polityk i samorządowiec, od 2024 współprzewodnicząca Ecolo (razem z Samuelem Cogolatim).

## Życiorys
Jej rodzice pochodzą z Brukseli i Liège, ma sześcioro rodzeństwa. Uzyskała licencjat z politologii na Uniwersytecie w Namur (2012) i magisterium z zakresu populacji i rozwoju na Université catholique de Louvain (2015). Pracowała jako nauczycielka w szkole średniej i koordynator kampanii w organizacji pozarządowej zajmującej się rozwojem CNCD-11.11.11.
Zaangażowała się w działalność polityczną w ramach Ecolo. Od 2012 do 2016 zasiadała w radzie miejskiej Rochefort, a od 2019 do 2024 w Parlamencie Regionu Stołecznego Brukseli. W 2019 wybrana także współprzewodniczącą ugrupowania w tym regionie. W lipcu 2024 po rezygnacji poprzednich władz została wybrana współprzewodniczącą Ecolo razem z Samuelem Cogolatim.